# Tetrapturus
A Tetrapturus a sugarasúszójú halak (Actinopterygii) osztályának sügéralakúak (Perciformes) rendjébe, ezen belül a vitorláskardoshal-félék (Istiophoridae) családjába tartozó nem.

## Tudnivalók
A Tetrapturus-fajok mindegyik óceánban megtalálhatók, a trópusi és a szubtrópusi részeken. A sporthorgászok kedvelt halai.

## Rendszerezés
A nembe az alábbi 4 faj tartozik:
- Tetrapturus angustirostris Tanaka, 1915
- Tetrapturus belone Rafinesque, 1810 - típusfaj
- Tetrapturus georgii Lowe, 1841
- lándzsáshal (Tetrapturus pfluegeri) Robins & de Sylva, 1963

## Fordítás
- Ez a szócikk részben vagy egészben  a   Tetrapturus című angol Wikipédia-szócikk fordításán alapul.  Az eredeti cikk szerkesztőit annak laptörténete sorolja fel. Ez a jelzés csupán a megfogalmazás eredetét és a szerzői jogokat jelzi, nem szolgál a cikkben szereplő információk forrásmegjelöléseként.